# Malta International 1974
Die Malta International 1974 im Badminton fanden vom 7. bis zum 12. Mai 1974 statt. Es war die vierte Auflage dieser internationalen Meisterschaften von Malta im Badminton.

## Titelträger
| Disziplin    | Sieger                         |
| ------------ | ------------------------------ |
| Herreneinzel | Frank Andersen                 |
| Dameneinzel  | Jette Moberg                   |
| Herrendoppel | Frank Andersen Peter Morck     |
| Damendoppel  | Jette Moberg Suzanne Pilegaard |
| Mixed        | Frank Andersen Jette Moberg    |

## Referenzen
- Badminton, Jahrgang 26, Heft 3 (1974), S. 17.
- Badminton Europe